# Remiremont
 Remiremont  es una población y comuna francesa, en la región de Lorena, departamento de Vosgos, en el distrito de Épinal y cantón de Remiremont.

## Demografía
| 9350 | 9312 | 10 552 | 9985 | 9068 | 8538 | 7895 |
| Para los censos de 1962 a 1999 la población legal corresponde a la población sin duplicidades (Fuente: INSEE [Consultar]) |      |        |      |      |      |      |

## Historia
Remiremont (del latín Romarici Mons) toma su nombre de San Romaric, uno de los compañeros de San Columbano de Luxeuil, que fundó dos comunidades en la zona en el siglo VII. La primera de ellas fue la Abadía de Remiremont, y la segunda, un convento situado en la actual colina de Saint-Mont, donde todavía se conserva una capilla que data de 1730. 
Con el tiempo, las religiosas de este último se trasladaron a Remiremont y se establecieron como convento benedictino. A finales del siglo XIII, la comunidad había abandonado el estilo de vida benedictina para formar una comunidad de canonesas seculares, que debían tener ascendencia noble. 
Gracias al patronazgo de los Duques de Lorena, los Reyes de Francia y el Sacro Imperio Romano Germánico, las damas de Remiremont alcanzaron un considerable poder. La abadesa de Remiremont fue elevada a Princesa Imperial y consagrada por el Papa. 
La ciudad fue atacada por los franceses en 1638. Los habitantes, sin embargo, consiguieron repeler el asedio bajo el liderazgo de las canonesas. La ciudad quedaría destruida por un terremoto más tarde, en 1682; y Francia acabaría por anexionarla, junto con el resto de Lorena, en 1766. Las propiedades eclesiásticas se suprimieron durante la Revolución francesa, cuando ya habían perdido todo título imperial. Tras la guerra franco-prusiana en 1871, se construyó un fuerte de defensa, el Fort du Parmont, que quedaría en manos alemanas en junio de 1940 como parte de la Segunda Guerra Mundial y sería utilizado por el ejército estadounidense.

## Economía
Remiremont cuenta con una pequeña zona industrial entre la desviación de la RN 66 y la línea ferroviaria. Algunas de las principales empresas de Remiremont son el Laboratorio Lohman & Raucher, Robé Médical, Pilote 88 y Althoffer. En cuanto a la actividad comercial, la mayor parte de la misma se sitúa en la calle Charles-de-Gaulle, que cuenta con una zona rodeada de arcadas. Destaca el supermercado Casino de 1200 m² con el que cuenta la ciudad. Sin embargo, el centro de la ciudad sufre la proximidad de ciudades como Épinal o Nancy, que absorben el comercio y han provocado el cierre de muchos negocios en los últimos años; aunque también se han abierto nuevas franquicias que avivan el comercio local. Remiremont también cuento con el turismo entre sus actividades económicas, sobre todo por ser una de las puertas al parque natural de Ballons des Vosges.

## Lugares y monumentos

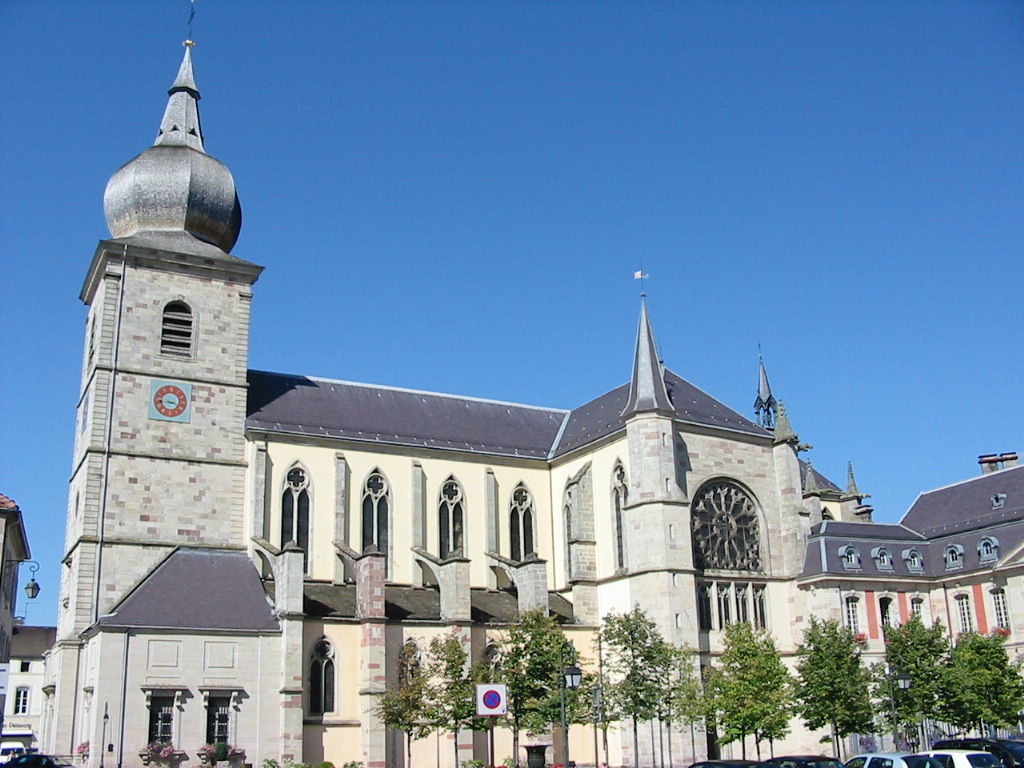
Iglesia de Saint Pierre
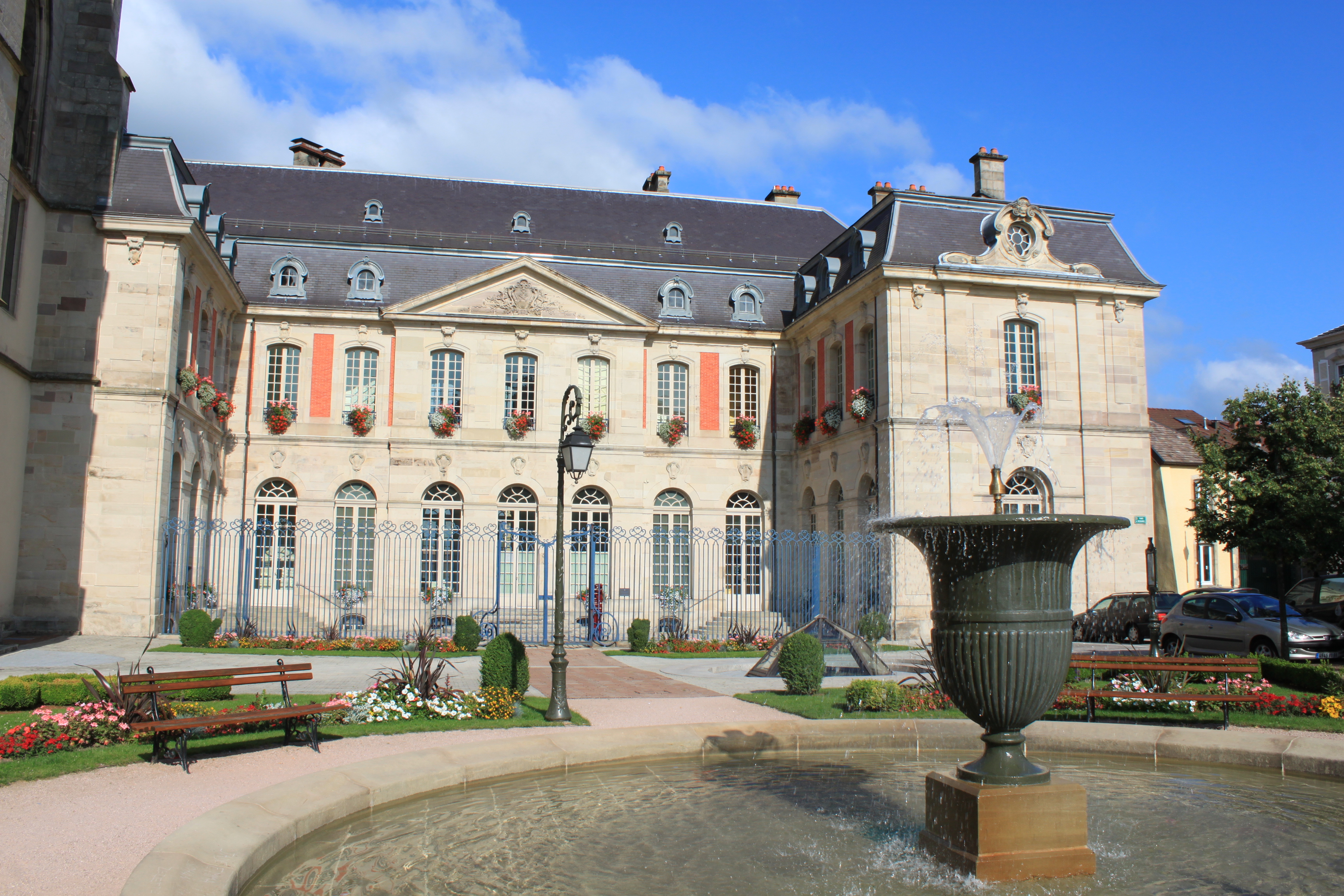
Antiguo Palacio Abacial
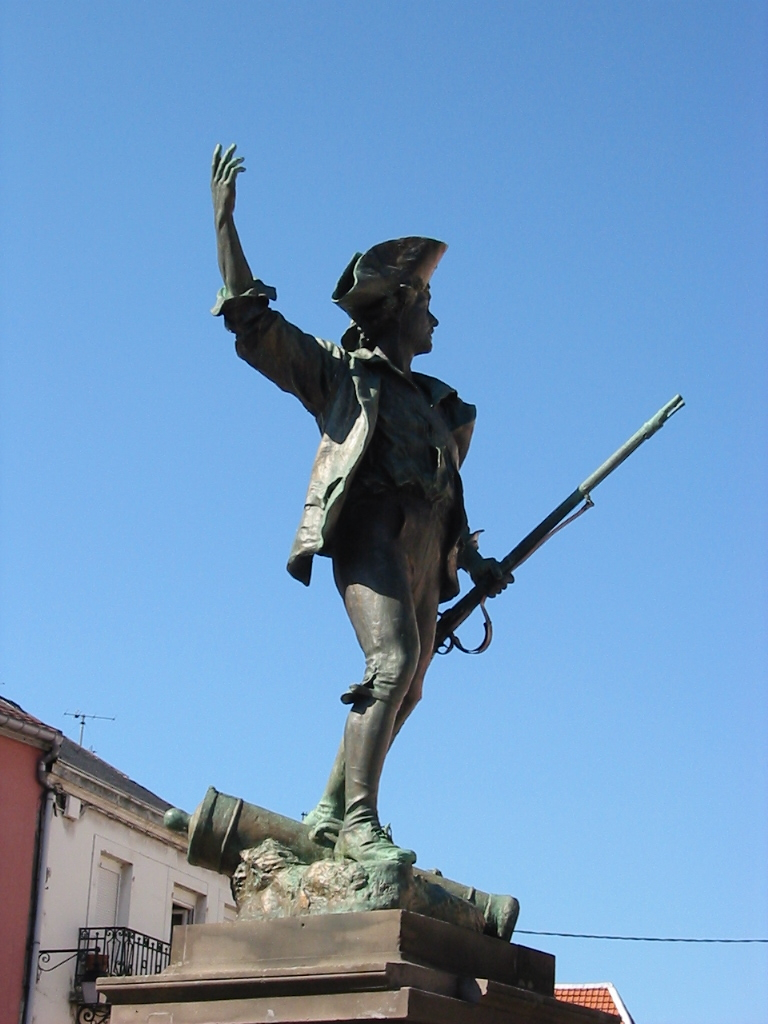
Voluntario
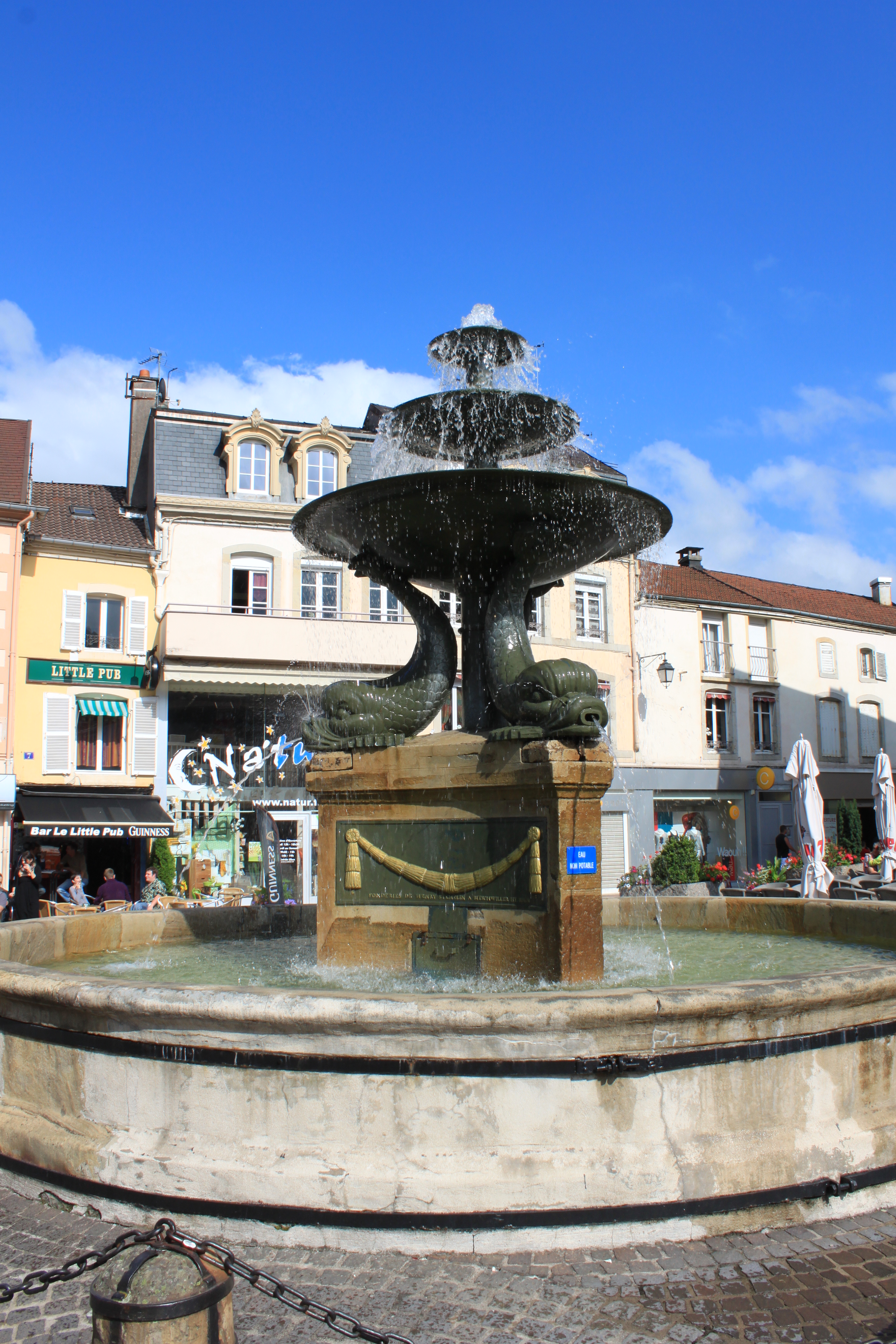
Fuente de los Delfines
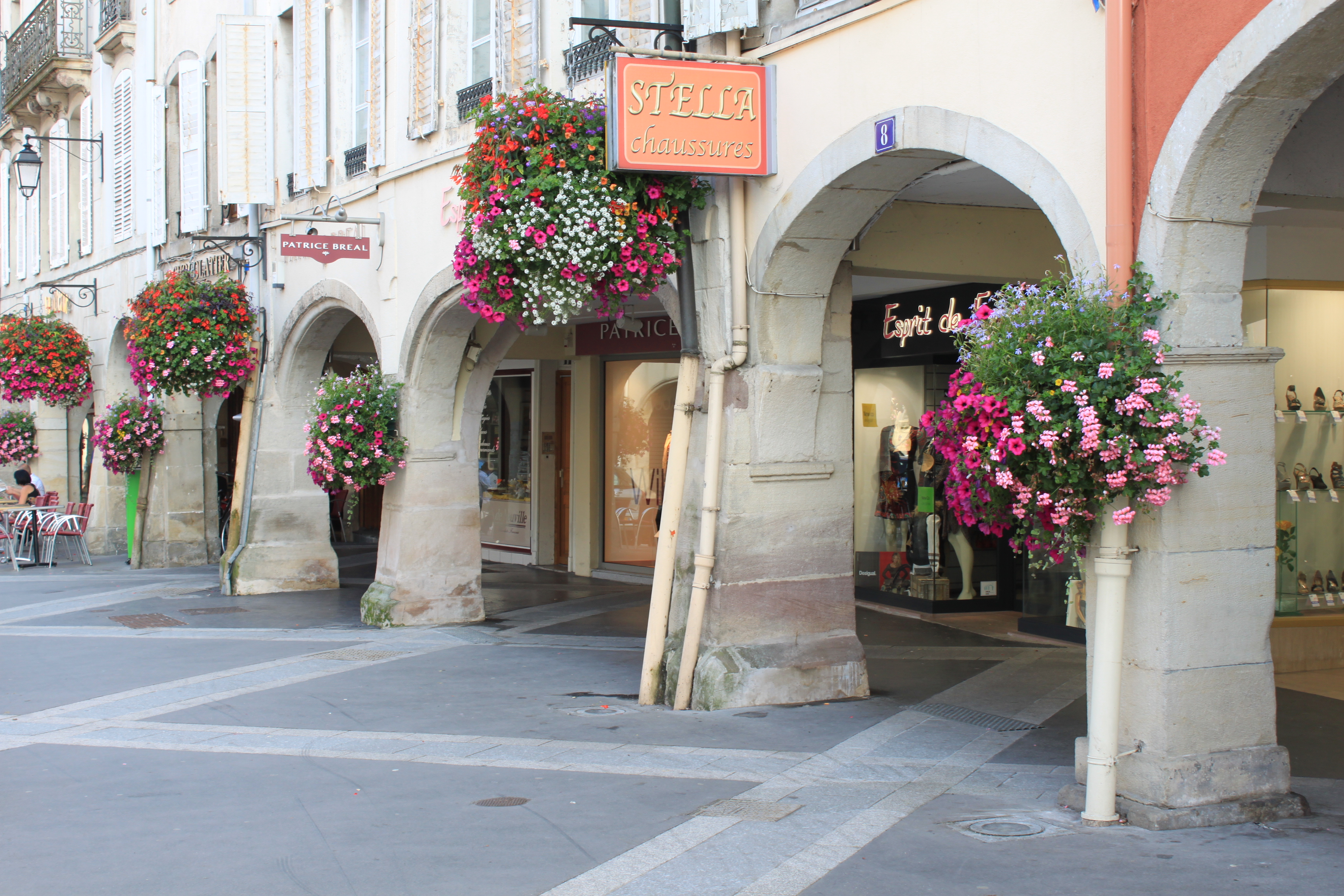
Calle Charles-de-Gaulle
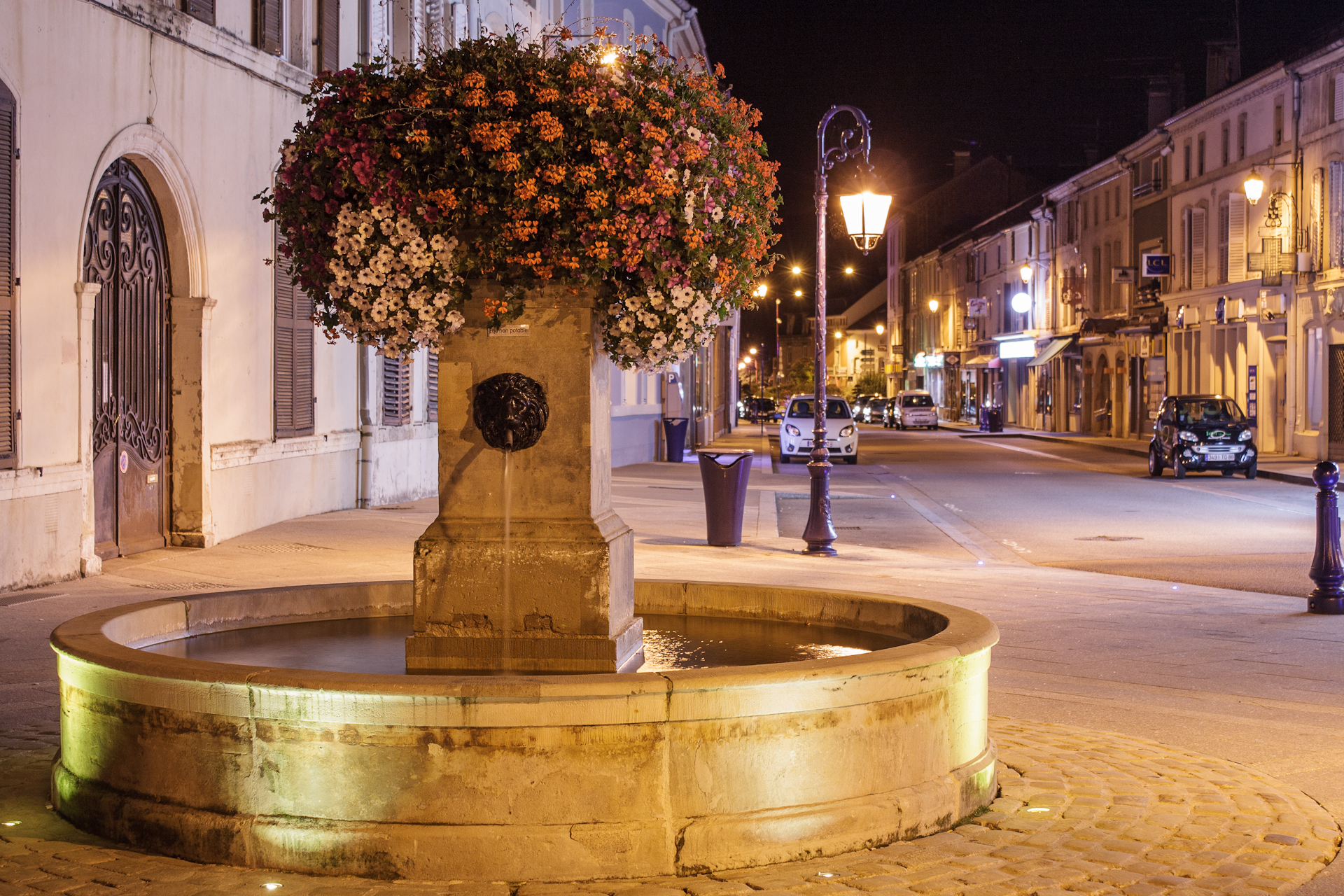
Fuente de los Capuchinos
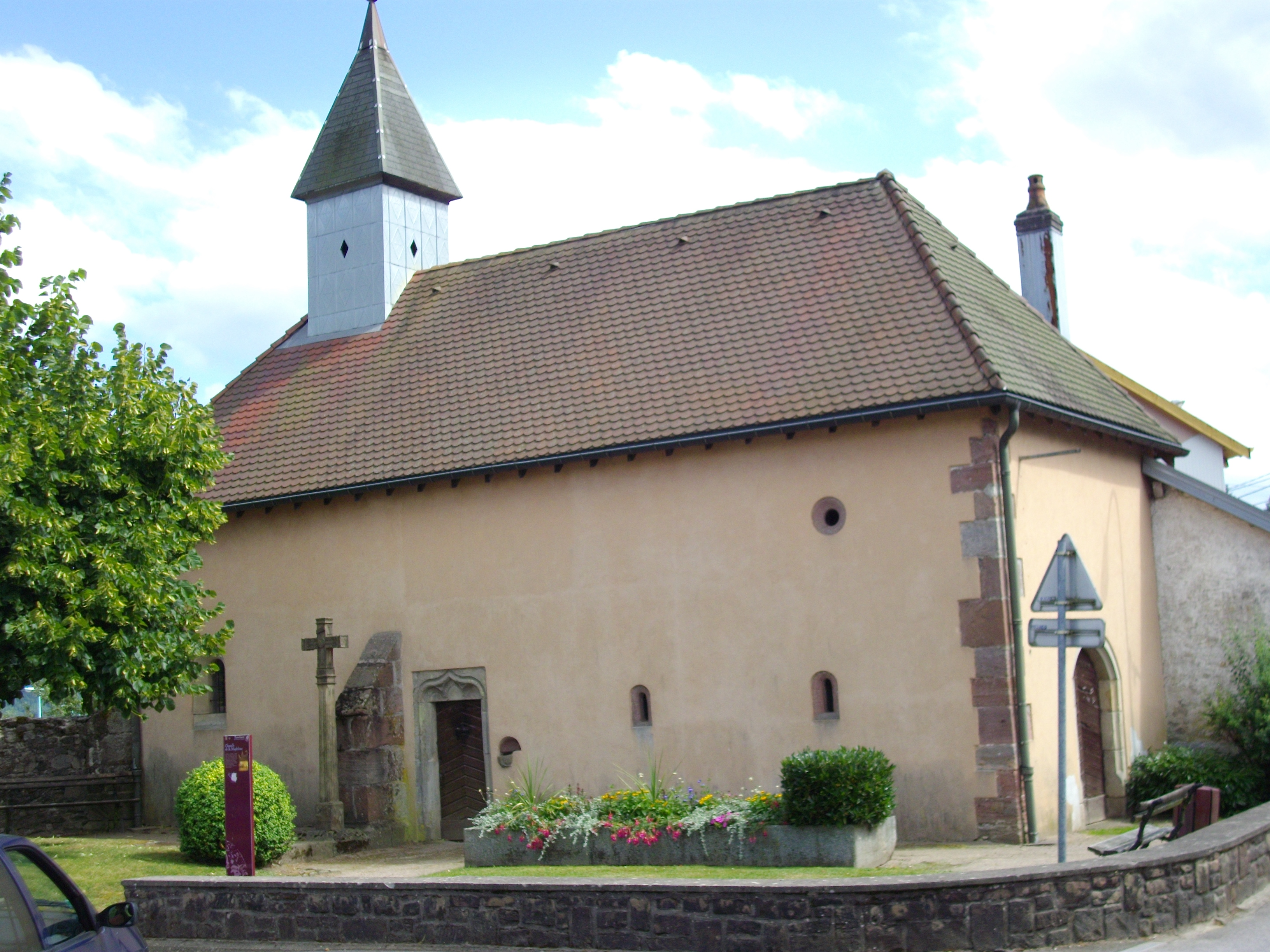
Antigua Leprosería
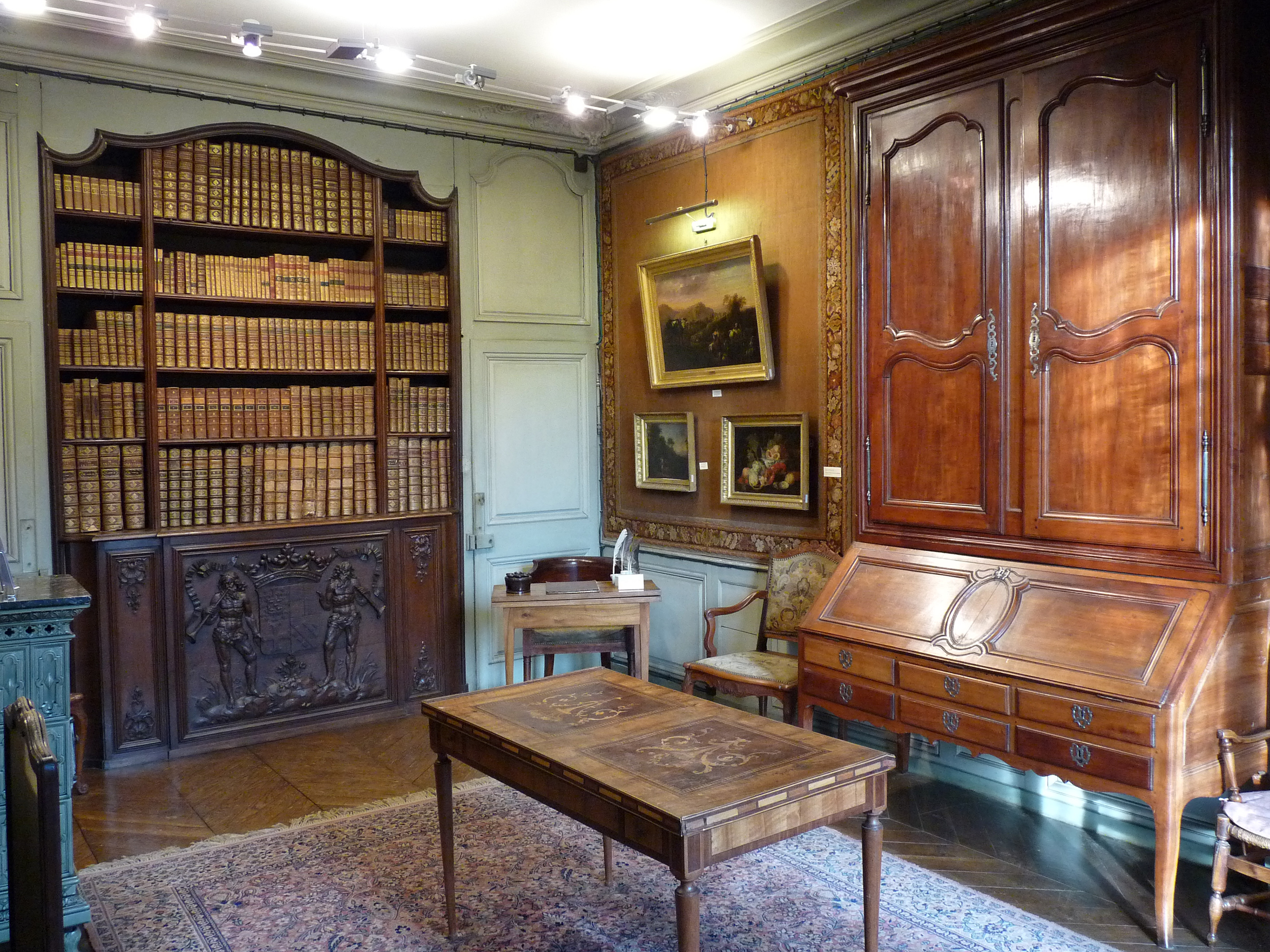
Museo Charles Friry
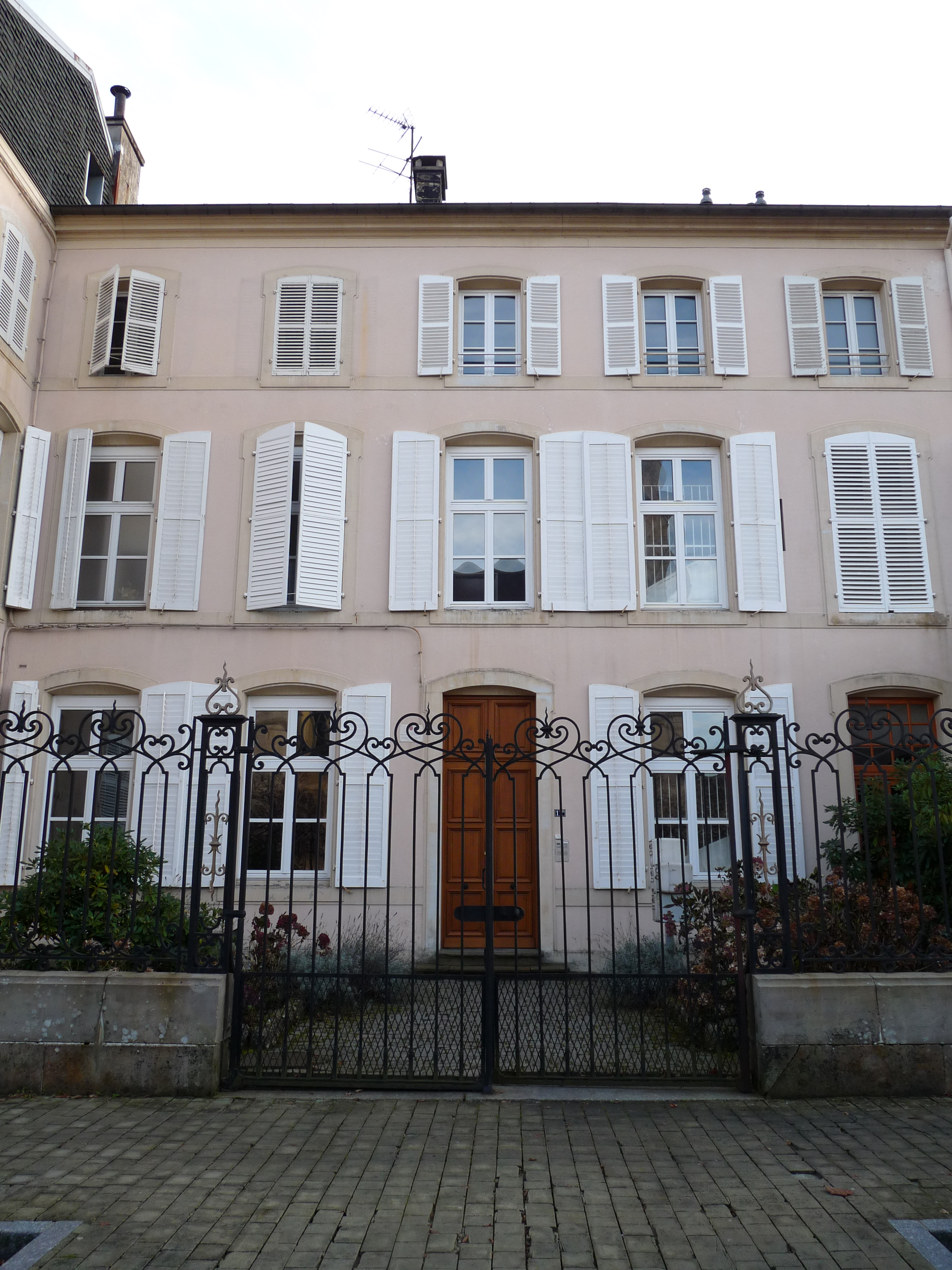
Casas canoniales de las condesas
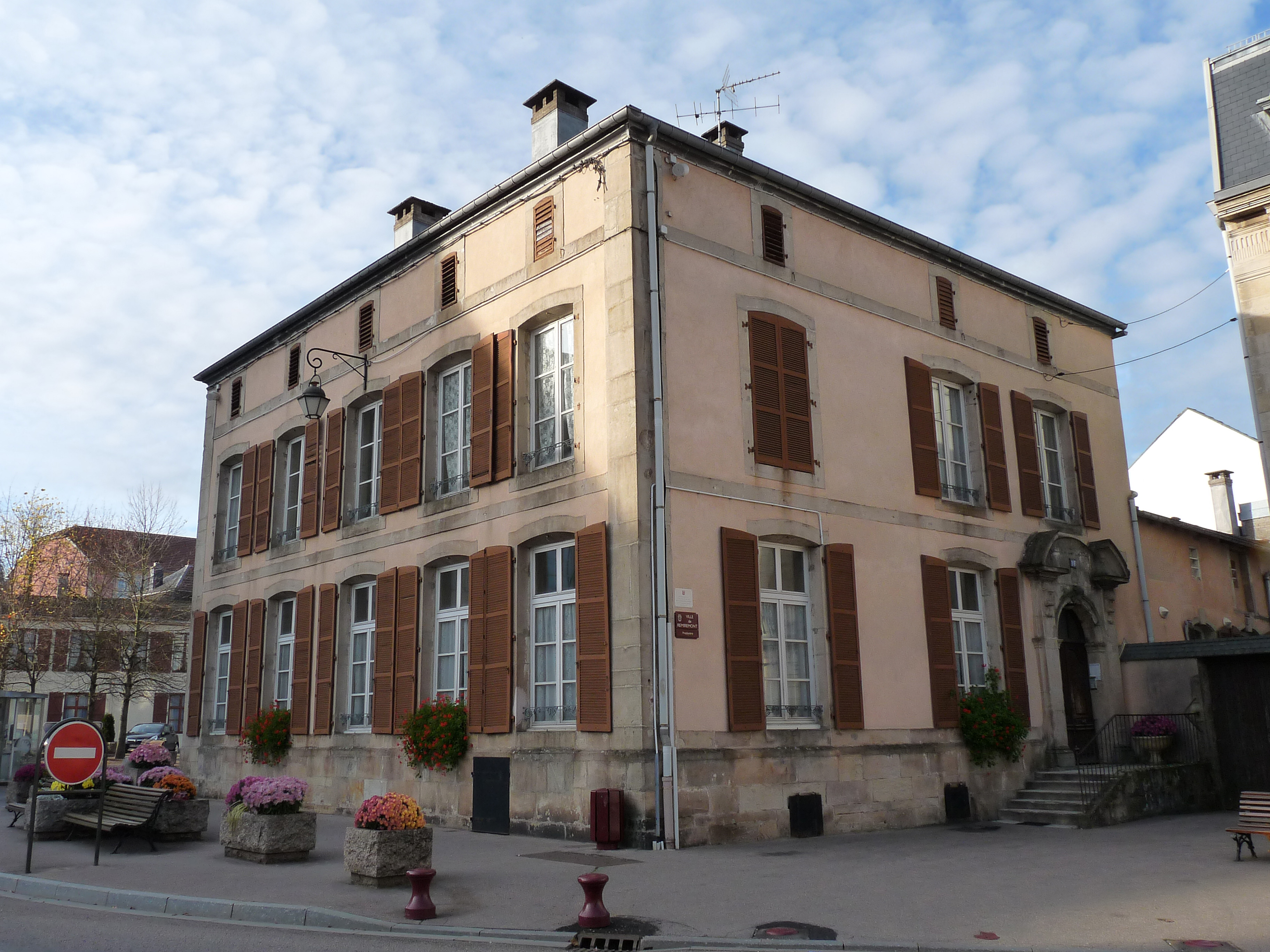
Casa canonial de la condesa de Monspey
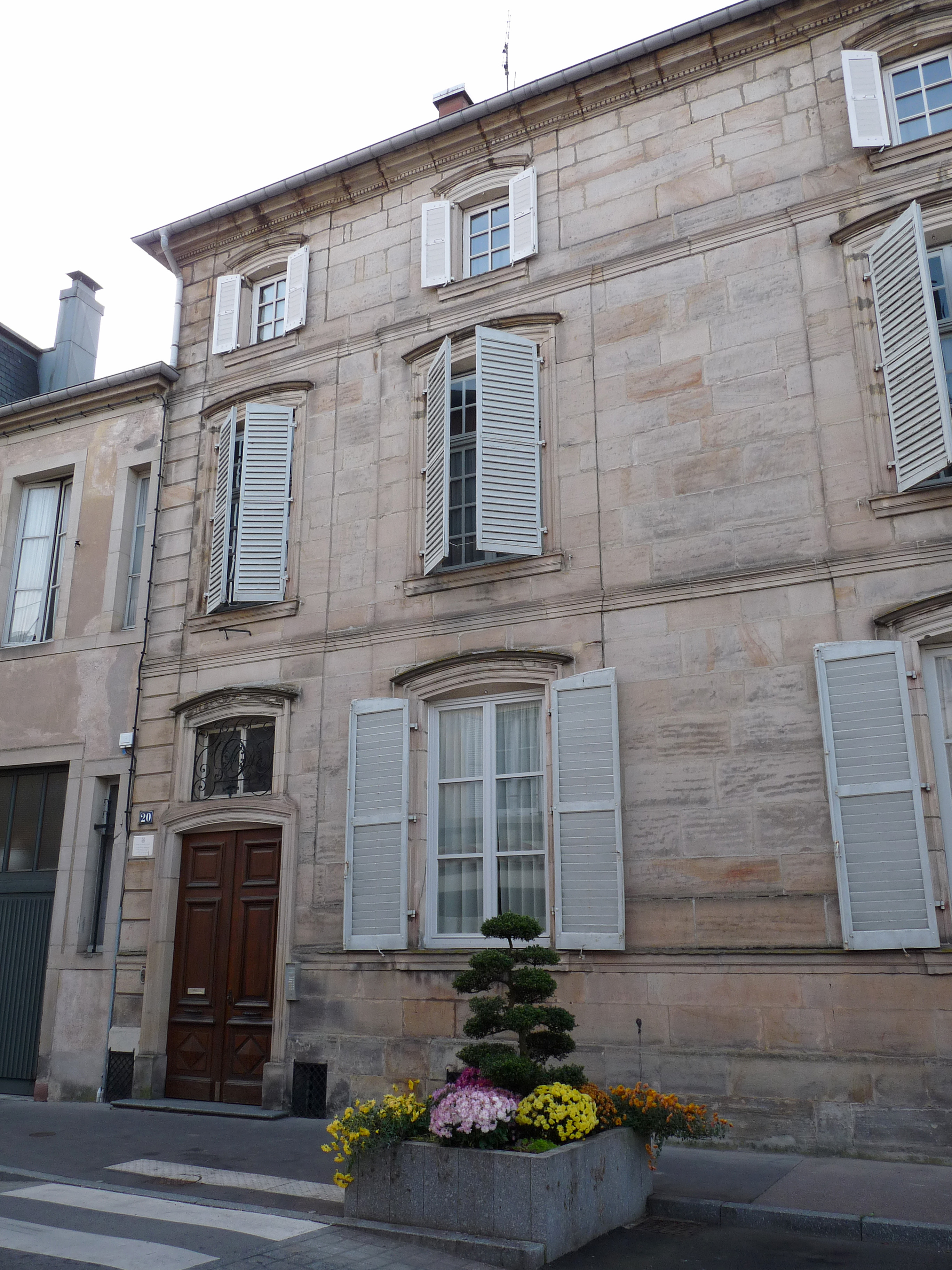
Casa del canónigo Andreu
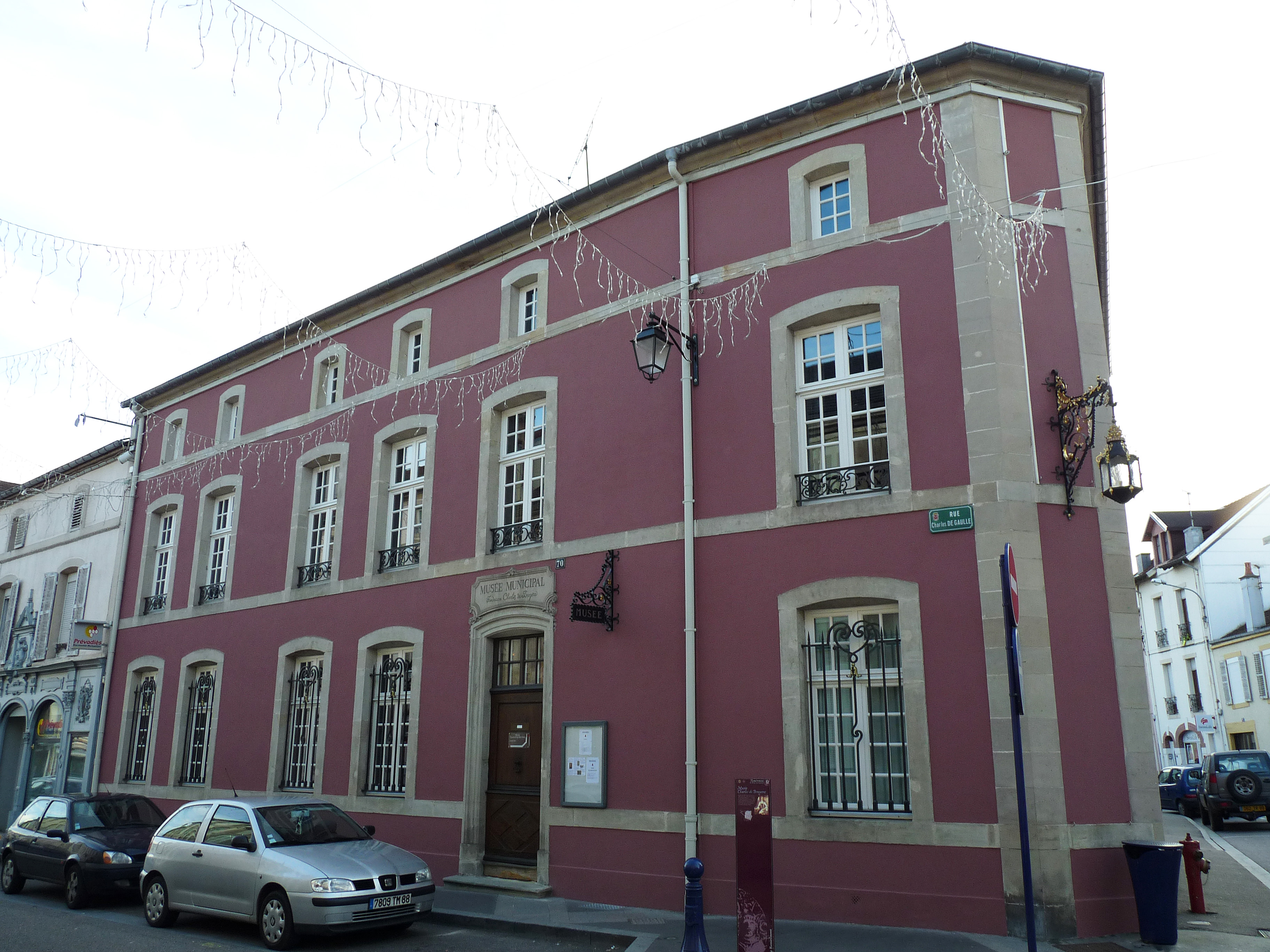
Museo Charles de Bruyères

## Personajes célebres
- Léon Werth, novelista, ensayista, crítico de arte y periodista
- Julien Absalon, ciclista, doble campeón olímpico y cinco veces campeón del mundo
- Jules Méline, político, primer ministro de Francia entre 1896 y 1898
- Nabil Baha, futbolista
- Steve Chainel, ciclista